# Иконому, Иоаннис (полиглот)
Иоа́ннис Иконо́му (греч. Ιωάννης Οικονόμου) — греческий переводчик, который работает в Европейской комиссии в Брюсселе. Считается современным заметным примером полиглота. Он знает 32 живых языка, включая греческий, английский, итальянский, испанский, французский, финский, датский, русский, суахили, иврит, арабский, севернокитайский и бенгальский, и сообщается, что знает больше 47 языков, включая мёртвые языки, как старославянский. Он говорит на 21 из 24 официальных языков Евросоюза 

## Образование
Иконому изучал лингвистику в Университете Аристотеля в Салониках, затем в Колумбийском университете, где получил степень магистра (Master of Arts) в филологии языков Ближнего востока. Продолжением учёбы стало написание диссертации по лингвистике индоевропейских языков в Гарварде. 

## Личная жизнь
Состоит в браке.